# كلوديا بيفل
كلوديا بافل (بالرومانية: Claudia Pavel) (وُلدت في 19 أكتوبر 1984 في مانغاليا) المعروفة أيضًا باسم كلوديا كريم أو ببساطة كريم، هي مغنية بوب ورقص رومانية. أصدرت سلسلة من الألبومات والأغاني الناجحة في رومانيا، وتُعتبر من أنجح وأكثر المغنيات شهرة في رومانيا خلال عقد 2000. تتقن كلوديا بافل اللغات الرومانية واليونانية والإنجليزية بطلاقة، بالإضافة إلى بعض التركية.
تنافست كلوديا بافل لتمثيل رومانيا في مسابقة يوروفيجن للأغاني 2011 التي أقيمت في ألمانيا بأغنيتها "أريدك أن تريدني" (I Want U to Want Me)، وحلت في المرتبة العاشرة في التصفيات الوطنية التي جرت في 31 ديسمبر 2010. كما كانت بافل عضوًا في فرقة البوب الشهيرة "كاندي".

## وصلات خارجية
- الموقع الرسمي
- كلوديا بيفل على موقع IMDb (الإنجليزية)
- كلوديا بيفل على موقع ميوزك برينز (الإنجليزية)
- كلوديا بيفل على موقع ميوزك برينز (الإنجليزية)
- كلوديا بيفل على موقع ميوزك برينز (الإنجليزية)
- كلوديا بيفل على موقع ديسكوغز (الإنجليزية)
- كلوديا بيفل على موقع قاعدة بيانات الفيلم (الإنجليزية)